# Martina Hirayama
Martina Hirayama (geboren 1970) ist eine deutsch-schweizerische Chemikerin, Hochschullehrerin und seit 2019 Staatssekretärin für Bildung, Forschung und Innovation (SBFI) der Schweiz.

## Leben und Wirken
Martina Hirayama ist in Deutschland aufgewachsen und zur Schule gegangen. Sie studierte von 1990 bis 1991 Chemie an der Universität Freiburg (Schweiz) und von 1991 bis 1994 an der Eidgenössischen Technischen Hochschule Zürich. Ihre Diplomarbeit über Polymere realisierte sie 1994 am Imperial College London. Im Anschluss kehrte sie an die ETH Zürich zurück, wo sie 1997 im Institut für Polymere über die „Herstellung und Charakterisierung von dünnen und ultradünnen Schichten auf anorganischen Oberflächen durch oxidative Addition und Aktivierung chemisch reaktionsträger Bindungen“ promovierte und als wissenschaftliche Mitarbeiterin tätig war. Ab 2001 oblag ihr dort die Leitung der Gruppe „Polymere an Oberflächen“ am Institut für Polymere. Hirayama hat zusätzlich ein Nachdiplomstudium in Betriebswissenschaften – heute MAS in Management, Technologie und Ökonomie genannt – am D-MTEC an der Eidgenössischen Technischen Hochschule Zürich abgeschlossen.
Hirayama konzentrierte sich auf anwendungsorientierte Forschung und ist an mehreren Patenten beteiligt. Sie gründete ein Start-up für Beschichtungstechnologien und wechselte als Dozentin an der Zürcher Hochschule für Angewandte Wissenschaften Winterthur (ZHAW), wo sie ab 2011 als Direktorin die School of Engineering leitete und ab 2014 zusätzlich das Ressort Internationales übernahm.
Martina Hirayama war Präsidentin des Institutsrates des Eidgenössischen Instituts für Metrologie; Vizepräsidentin des Verwaltungsrates der Förderagentur Innosuisse und saß im Stiftungsrat des Schweizerischen Nationalfonds.
Martina Hirayama war von 2013 bis 2017 Mitglied des Stiftungsrats der Schweizerischen Studienstiftung.
Seit 1. Januar 2019 ist Martina Hirayama Staatssekretärin für Bildung, Forschung und Innovation (SBFI). In dieser Funktion ist sie Chefin von 280 Mitarbeiterinnen und Mitarbeitern und verantwortet ein jährliches Budget von 4,5 Milliarden Franken.
Martina Hirayama besitzt seit 2009 die deutsch-schweizerische Doppelstaatsbürgerschaft.
Im Jahr 2019 nahm Martina Hirayama an der Bilderberg-Konferenz teil.